# Legenda (román)
Legenda (anglicky Legend), vydaná v roce 1984, je prvním a zároveň nejznámějším fantasy románem britského spisovatele Davida Gemmella. Jedná se o první titul později známé Drenajské ságy.
Gemmell začal dílo tvořit v roce 1976, kdy procházel testy na podezření z rakoviny. Dobyvatelé a odolávající pevnost jsou tak metaforou na boj s touto nemocí. Poté, co testy rakovinu neodhalily, Gemmell koncept odložil a vrátil se k němu až po doporučeních svého přítele v roce 1980. Knihu nazvanou Legenda mu v roce 1982 schválilo nakladatelství Century Hutchinson, načež došlo k jejímu prvnímu vydání v roce 1984.

## Příběh
Děj knihy se odehrává v království Drenaj, jež musí čelit nezadržitelné invazi kočovných severských kmenů Nadirů, vedených jejich sjednotitelem a vládcem Ulrikem.
Hlavními hrdiny příběhu jsou zpočátku ne příliš statečný bojovník Regnak zvaný Rek a zestárlý, avšak nikdy neporažený, legendární drenaiský hrdina Druss. Okolnosti oba dva zavedou do pevnosti Dros Delnoch na hranicích království, kde se postaví do čela zoufalých obránců. Po mnoha krvavých bojích a přes jejich marný odpor však nakonec všech šest městských hradeb padne a nezastavitelné vojsko nadirských nájezdníků se probije až k srdci pevnosti. Tehdy však vůdce nájezdníků Ulrik své muže z boje odvolá, neboť obdrží zprávu o vzpouře svého synovce Jahingira a občanské válce mezi svými kmeny. Přeživší obránci tak mohou oslavit nečekaný triumf. 